# Laacher See

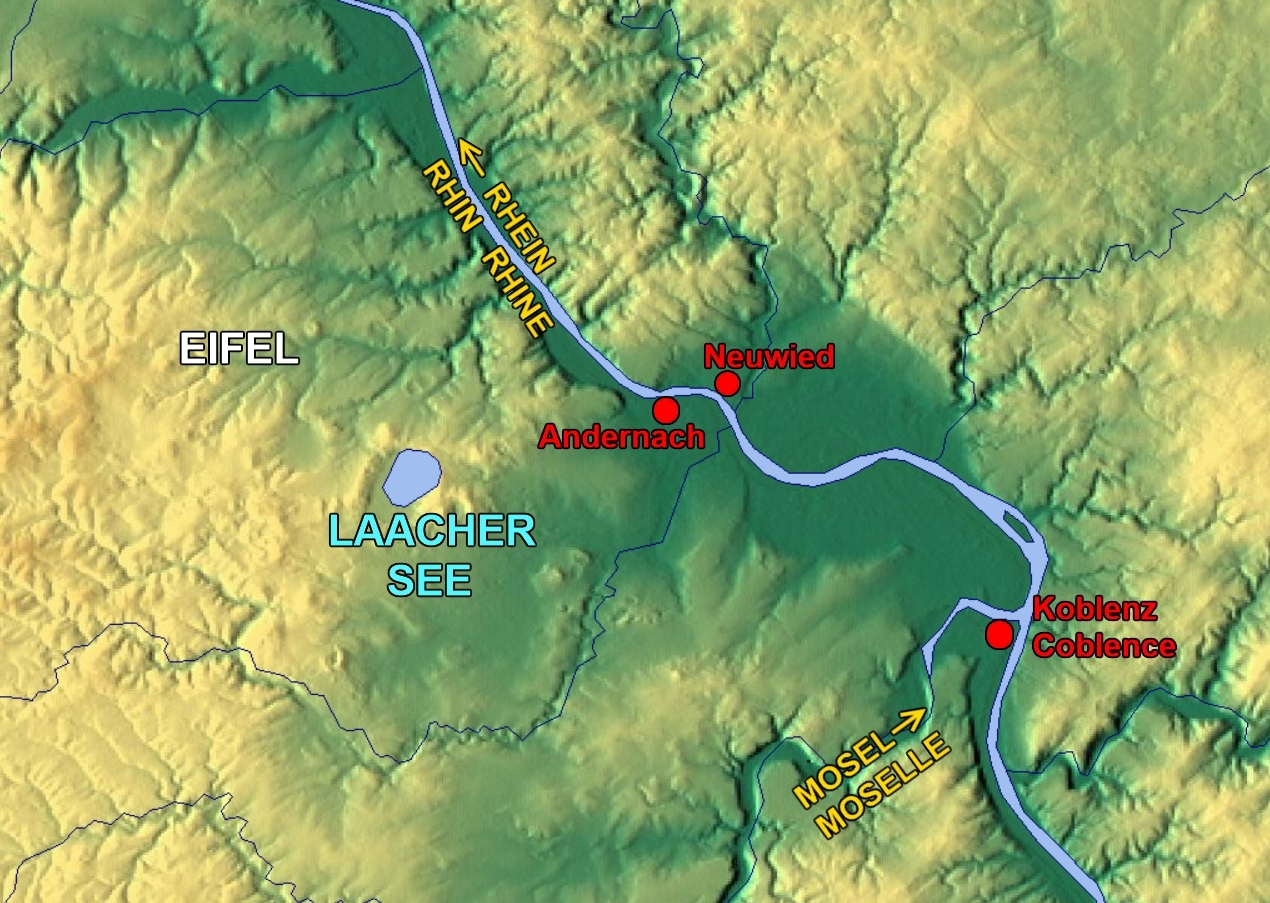
Topografische Karte des Laacher Sees und seiner Umgebung

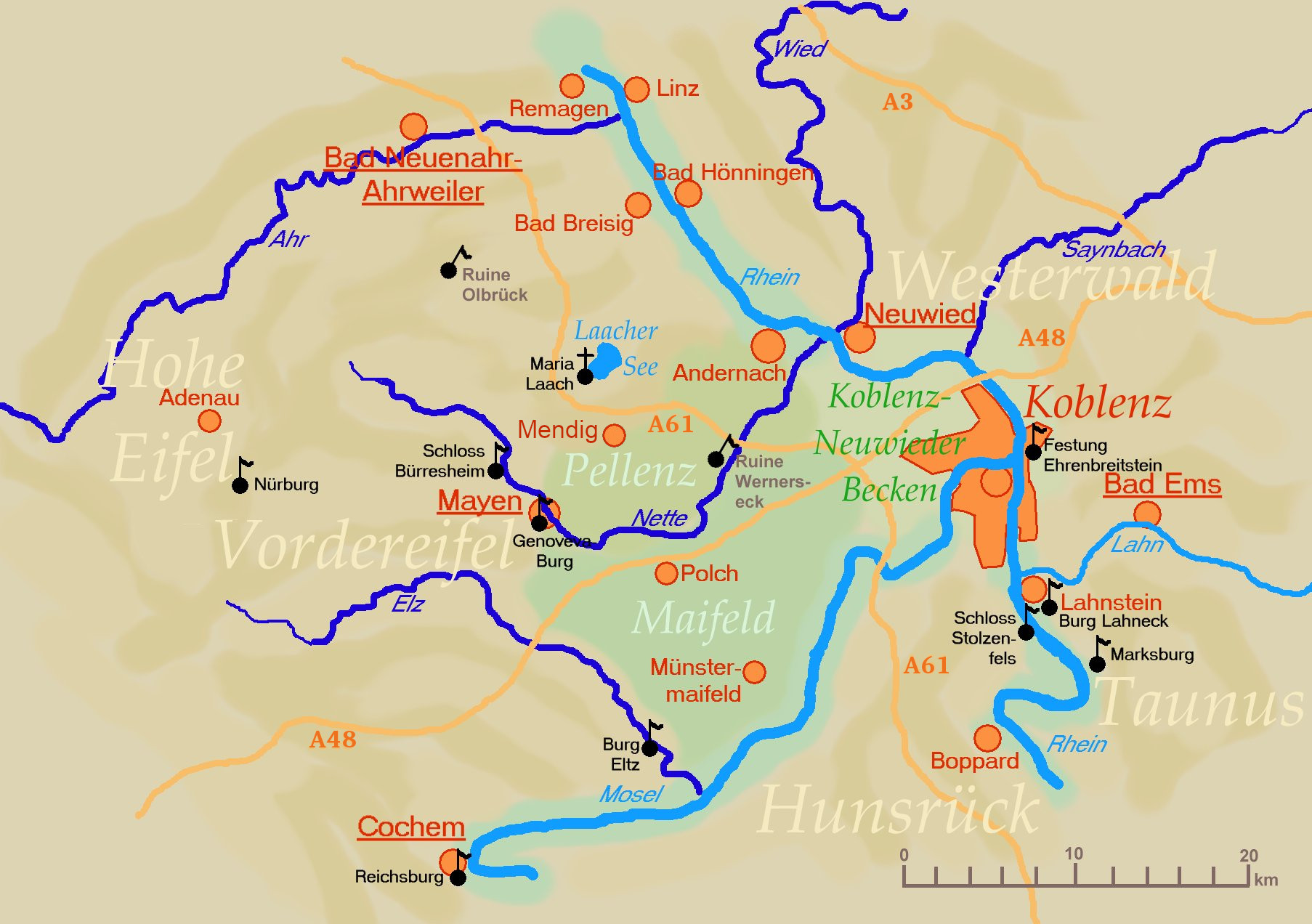
Landschaftskarte der Vordereifel

Der Laacher See in der östlichen Vulkaneifel, nahe der Abtei Maria Laach in der Ortsgemeinde Glees gelegen, ist der größte See in Rheinland-Pfalz. Er entstand in der Caldera des Laacher Vulkans nach dessen letzter Eruption, die zunächst auf 10.930 v. Chr. datiert wurde. Nach 2021 durchgeführten Radiokarbondatierungen verschütteter Baumstämme wurde das Datum dieses Ausbruchs auf 11.056 v. Chr. korrigiert; Zweifel an der Richtigkeit der neuen Datierung konnten bislang nicht bestätigt werden. Die im südöstlichen Bereich des Sees als Mofetten beobachtbaren Ausgasungen sind Zeichen eines andauernden Vulkanismus.

## Bezeichnung
Das Wort Laach entstammt dem althochdeutschen lacha, ist verwandt mit dem heutigen Wort Lache, dem lateinischen lacus und dem englischen lake (See) und bedeutet einfach See. Der Name Laacher See ist somit eine Tautologie. Die Bezeichnung Laach ist auch auf den Ort und das Kloster übergegangen. Die Abtei erhielt den offiziellen Namen Maria Laach von den Jesuiten bei der Wiederbegründung des Klosters 1863.

## Beschreibung

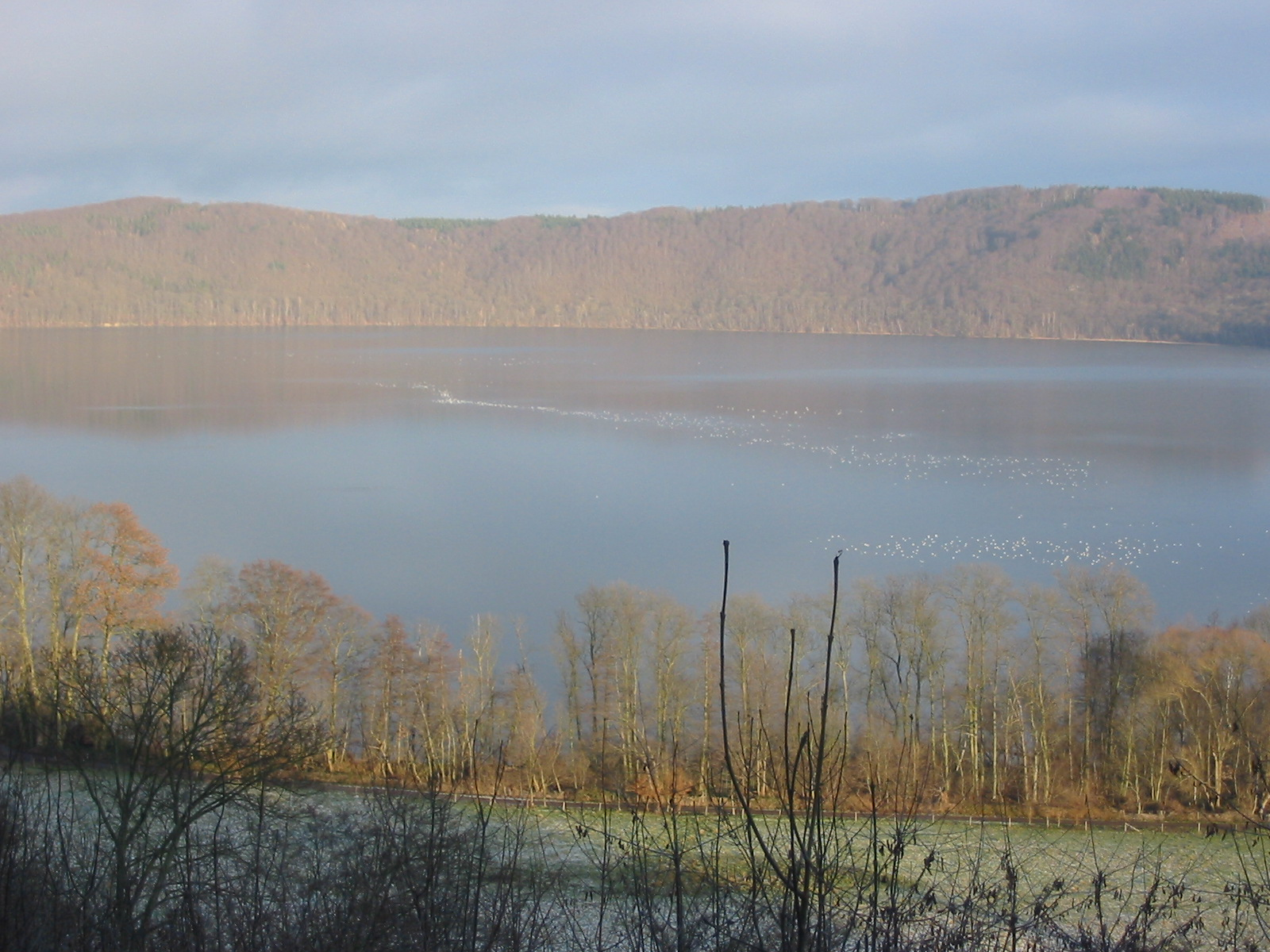
Laacher See im Winter, vom Südwestufer aus

Abteikirche Maria Laach

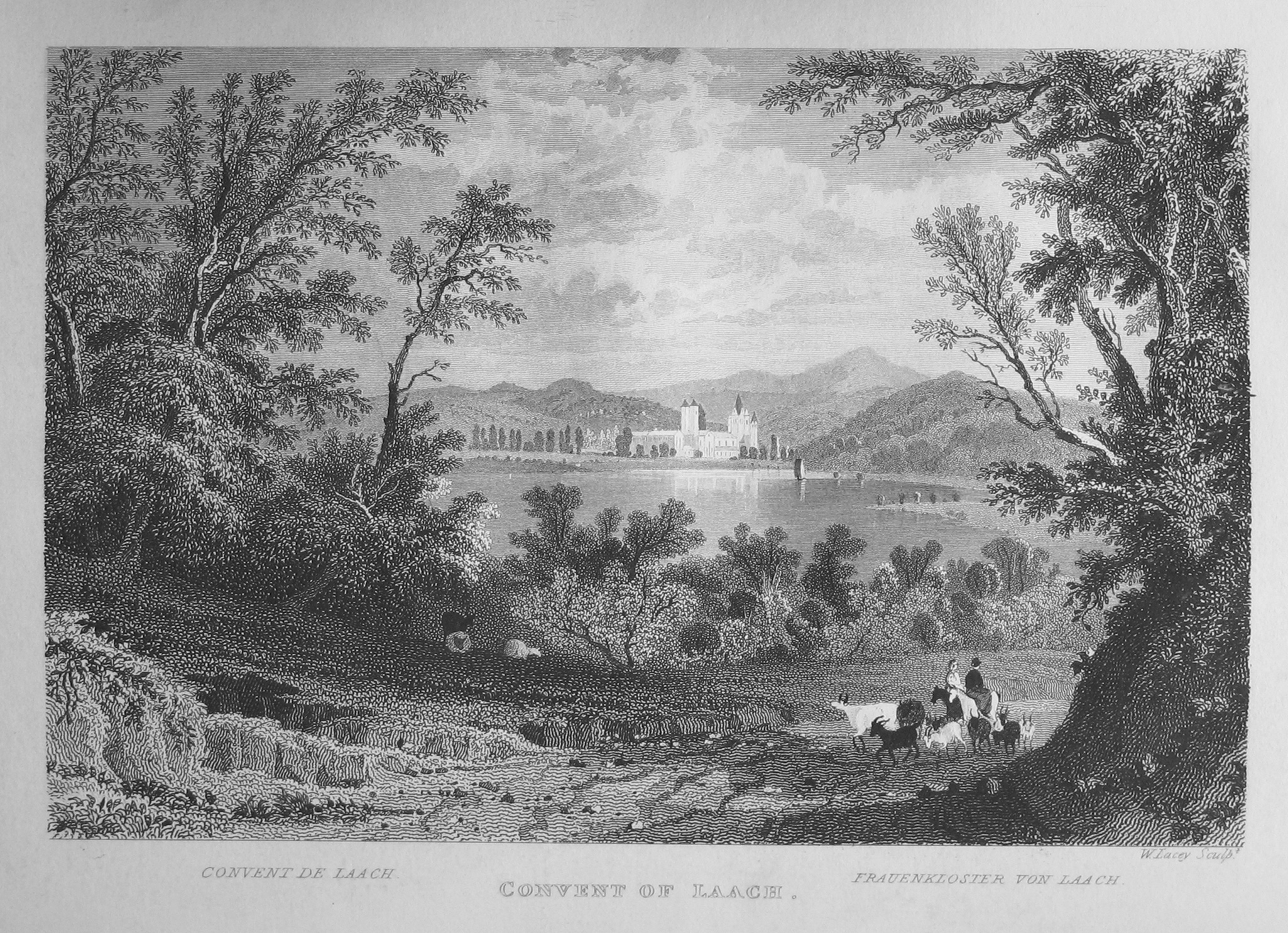
Laacher See mit Benediktinerabtei Maria Laach um 1832, Stich nach Tombleson

Der ovale See ist mit einer Oberfläche von rund 3,3 km² und einer Tiefe von 51 m der größte in Rheinland-Pfalz. Er liegt in der Vordereifel (Osteifelvulkangebiet) in der Nähe der Städte Andernach (8 km), Bonn (37 km), Koblenz (24 km) und Mayen (11 km). Über die 3 km entfernte Autobahn-Anschlussstelle der A 61 nördlich von Mendig ist er leicht zu erreichen.
Der See ist vollständig von einem durchschnittlich 125 m hohen Wall umgeben. Er wird hauptsächlich von Grundwasser gespeist und besitzt keinen natürlichen Abfluss. Seine Oberfläche liegt heute auf etwa 275 m ü. NHN; ursprünglich schwankte der Wasserspiegel um bis zu 15 m, was die Landwirtschaft schwierig machte. Wahrscheinlich im Mittelalter zur Amtszeit von Abt Fulbert (1152 bis 1177) wurde der 880 m lange Stollen in Richtung Süden gebaut. Als Überlauf sollte dieser Fulbert-Stollen den Klosterbesitz vor Überschwemmungen schützen. Neueren Untersuchungen zufolge könnte der Fulbert-Stollen vielleicht schon zur Zeit der Römer entstanden sein. Zwischen 1840 und 1845 bauten die Familien Delius und von Ammon, die damaligen Eigentümer des säkularisierten Klostergutes und Sees, parallel dazu einen ca. 5 m tiefer liegenden Stollen zum Absenken des Wasserspiegels auf das heutige Niveau, um Land- und Weideflächen zu gewinnen. Der See verlor durch die beiden Abzugsstollen etwa ein Drittel seiner früheren Fläche.

## Geologie und vulkanische Aktivitäten
Obwohl der Laacher See oft als „das größte Maar der Vulkaneifel“ bezeichnet wird, ist er geologisch gesehen weder ein Maar noch ein Vulkankrater, sondern die einzige wassergefüllte Caldera in Mitteleuropa. Ihr mehr oder weniger kreisrundes Becken ist durch das Absacken der Decke der entleerten Magmakammer unterhalb des Vulkans entstanden. Im Laufe der Zeit kann sich ein solcher Kessel mit Wasser füllen. Der Laacher See und der benachbarte Wehrer Kessel sind die größten Calderen in der Eifel.

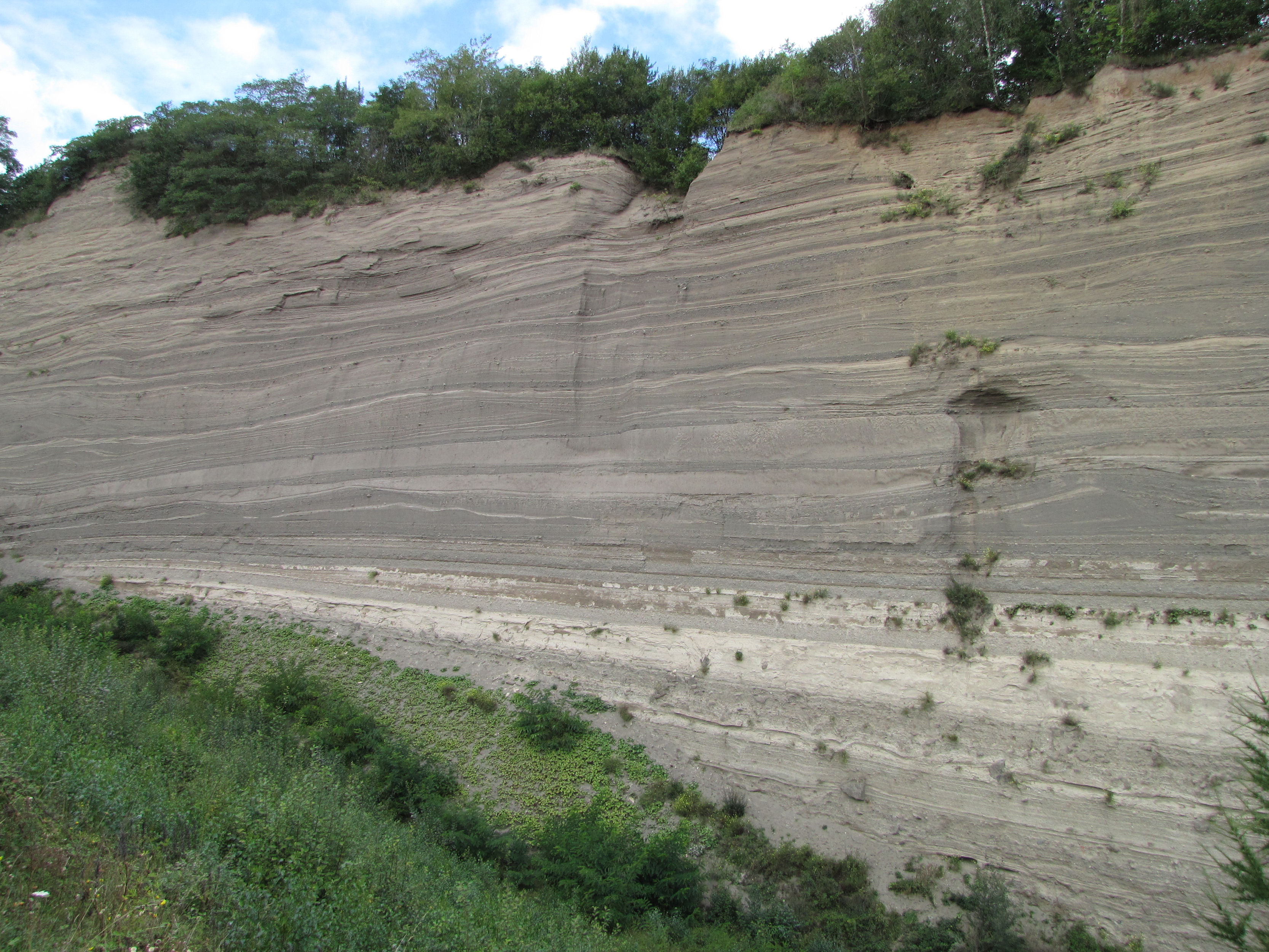
Aufschluss von Ablagerungsschichten an der Wingertsbergwand nahe dem Laacher See

Der letzte Vulkanausbruch, bei dem die Caldera des Laacher Sees geschaffen wurde, fand vor rund 13.000 Jahren statt. Eine Untersuchung aus dem Jahre 2021 datiert ihn auf 13.006±9 Jahre BP (Bezugsjahr AD 1950), also rund ein Jahrhundert früher als das bisher angenommene Datum – etwa um das Jahr 10.930 v. Chr. – für den Ausbruch. Dabei maßen die Forschenden den Anteil des radioaktiven Kohlenstoff-Isotops 14C in beim Ausbruch verschütteten Baumstämmen. Weil dieses Isotop im Laufe der Zeit zerfällt, kann man aus seinem Anteil in kohlenstoffhaltigen Relikten auf deren Alter schließen. Kritiker zweifeln das Ergebnis an, da an einem Vulkan wachsende Bäume auch Kohlenstoff vulkanischen Ursprungs in ihre Gewebe einbauen können, wodurch der Anteil an radioaktivem 14C geringer wäre. Vergleichsmessung an heutigen Bäumen konnten diese Kritik bislang nicht bestätigen.
Die abgelagerten Schichten zeigen, dass der Ausbruch in mehreren Phasen geschah. Er dauerte einige Tage und bestand im Wesentlichen aus einer plinianischen Hauptphase, eingeleitet und beendet von phreatomagmatischen Explosionen.
Dabei wurden riesige Mengen vulkanischer Asche und Bims ausgeschleudert, welche die Gegend bis ins Rheintal bis zu sieben Meter mächtig bedeckten, noch im Raum Köln bis zu einem Meter dick. Das Auswurfmaterial und wahrscheinlich auch größere Mengen abgerissener Baumstämme verstopften die Talenge des Rheins an der Andernacher Pforte. Der dadurch aufgestaute See erstreckte sich über das Neuwieder Becken bis in den Oberrhein. Die Flutwelle nach dem Dammbruch ergoss sich über weite Bereiche des Niederrheins und lässt sich noch an den Kiesschichten ablesen. Hier findet man auch größere Bimssteinlinsen – Ansammlungen, die entstanden, als mitgeschwemmter Bims sich beim Zurückgehen der Flut in Buchten ablagerte.
Direkt unterhalb der Bimsablagerungen des Laacher-See-Vulkans konnten im Neuwieder Becken paläolithische Lagerplätze, möglicherweise Jagdlager, von Menschen gefunden werden, die nach ihren Steinwerkzeugen den Federmesser-Gruppen zugeordnet werden konnten. Es gab also in Mitteleuropa schon Menschen, die Zeugen des Ausbruchs waren.
Der schwefelreiche Laacher-See-Ausbruch wird als einer von mehreren möglichen Auslösern der Klimaanomalie der jüngeren Dryas-Kaltzeit diskutiert.
Die gesamte Auswurfmenge betrug etwa 6 km³ Stammmagmavolumen, entsprechend ca. 16 km³ vulkanischer Lockermassen (Tephra), was einem Wert von 6 auf der von 0 bis 8 reichenden Skala des Vulkanexplosivitätsindex entspricht. Damit war der Ausbruch anderthalbmal so stark wie der des Pinatubo 1991 oder sechsmal so stark wie der Ausbruch des Mount St. Helens 1980. Feinere Ablagerungen der Aschewolken sind bis nach Schweden und Norditalien verfrachtet in quartären Sedimenten als schmaler Bimshorizont zu finden. Die Formation wurde von Bogaard und Schmincke 1984 als Laacher See-Tephra (LST) benannt. Geowissenschaftlern und Archäologen dient sie als Marker (Proxy) zur Datierung und überregional als Leithorizont des Allerød. Aus diesem Grund ist der gering erscheinende Zeitunterschied bei der Diskussion der Ausbruchsdatierung von großer Bedeutung für viele wissenschaftliche Fragestellungen.
Das geförderte vulkanische Material war vorwiegend von phonolithischem Typ. In der dritten Phase wurde ein zunehmend höherer Anteil an primitiverem mafischem Material ausgeworfen. Im Hinblick auf die Gesamtmenge des Materials – die Rede ist von 6 km³ DRE, entsprechend 16–20 km³ Lockermassen – wird eine Diskrepanz zwischen der Größe der Caldera und dem geschätzten Volumen der zugehörigen Magmakammer diskutiert. Unklar ist ebenfalls, ob neben dem einen Ausbruchszentrum weitere existieren.

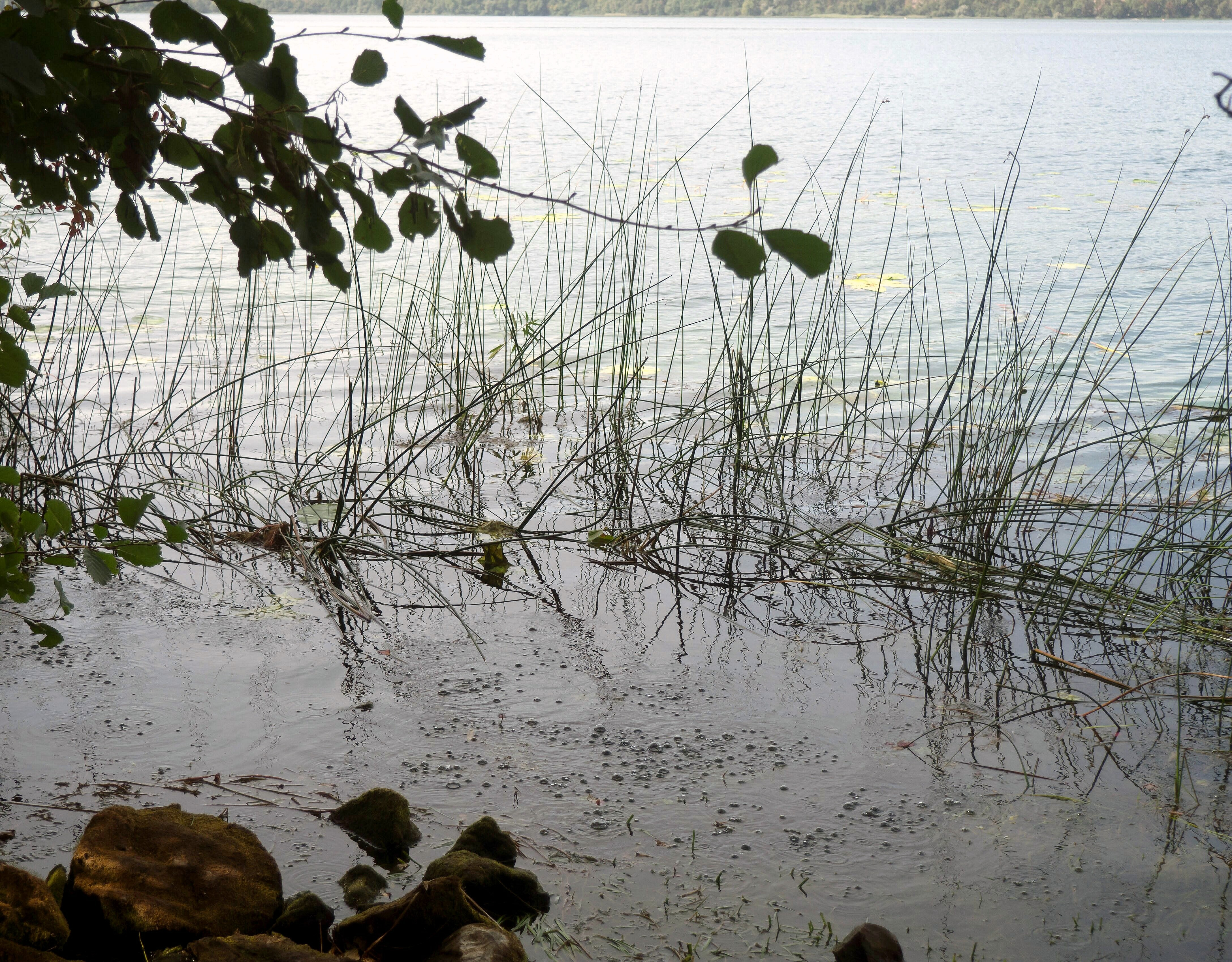
Mofetten am Ostufer

Nahe der südöstlichen Uferzone steigt Kohlenstoffdioxid (CO2) im See auf und bildet sogenannte Mofetten, die auch heute noch die vulkanische Aktivität anzeigen. Vulkanologen und Geologen gehen davon aus, dass zurzeit keine akute Gefahr besteht. Vor dem Hintergrund langer vulkanischer Tätigkeit in der Eifel ist die Möglichkeit eines Vulkanausbruchs allerdings nicht von der Hand zu weisen. Zwischen dem ersten Auftreten von Magma unter der Region des heutigen Laacher Sees und dem gewaltigen Ausbruch zum Ende der letzten Eiszeit vergingen mindestens 17.000 Jahre. Gemessen an diesen langen Zeiträumen ist ein neuer Ausbruch des Vulkans innerhalb der nächsten Jahrtausende „sehr wahrscheinlich“. In der gesamten Osteifel kam es in den letzten 450.000 Jahren durchschnittlich alle fünf- bis zehntausend Jahre zu einer Vulkaneruption – einem Zeitraum, der seit dem letzten Ausbruch bereits überschritten ist.
Neueste Entwicklungen wie lokale Erdbeben im Jahr 2018 zeigen eine leichte, langsam zunehmende Aktivität. Experten beobachten weiter die Entwicklung des Vulkans und konnten herausfinden, dass die Magmakammer noch intakt ist. Aussagen über die Zeitspanne bis zum nächsten Ausbruch sind allein daraus jedoch nicht verlässlich abzuleiten.
Eine im Januar 2019 veröffentlichte Untersuchung konnte seit 2013 acht Sequenzen niederfrequenter Erdbeben in insgesamt vier räumlich eng begrenzten Clustern in einer Tiefe von 10 bis 45 Kilometern nachweisen. Die Wissenschaftler deuten dies als Bestätigung der vorherrschenden Ansicht, dass der Vulkan noch aktiv ist und die Magmakammer sich derzeit durch den Aufstieg von Magma aus dem oberen Erdmantel füllt. Dies sind aber keine Anzeichen für eine unmittelbar bevorstehende vulkanische Aktivität. Man nimmt derzeit an, dass es nach einem Ausbruch etwa 30.000 Jahre dauert, bis die Magmakammer wieder gefüllt ist.
Eine der jüngsten vulkanischen Aktivitäten in der Region war ein Schwarmbeben am 28. Oktober 2019 um 23:17 Uhr mit Epizentrum des Erdbebens im Andernacher Ortsteil Namedy, ca. 4 km vom Laacher See entfernt. Das Schwarmbeben bestand aus mindestens sechs einzelnen Beben mit einer maximalen Magnitude von 1,6. Der Schwarm zeigte keine Deep-Low-Frequency-Charakteristik; daher lässt er sich nicht unmittelbar magmatischen Vorgängen zuordnen.
Deutliche Hebungstendenzen und flache Beben zeigt ein Bereich im Norden von Glees nördlich des Laacher Sees. Eine Zusammenfassung des aktuellen Wissensstandes findet sich in einer Studie, die die Gefährdung von Atomendlagern durch vulkanische Ereignisse betrifft.
Um den aktuellen Zustand der Magmakammer zu erforschen, soll das „Large-N-Pilotprojekt 2022/23“ durchgeführt werden, bei dem in einem engen Netz um die Vulkanfelder der Eifel über 350 Seismografen aufgestellt werden. Sie sollen dort für ein Jahr die Erdbeben aufzeichnen und so eine hochaufgelöste Erkundung der Erdkruste und des oberen Erdmantels erlauben.

## Naturschutzgebiet
Der See und seine Umgebung wurden am 26. Juni 1935 zum Naturschutzgebiet Laacher See erklärt – wegen der geologischen und morphologischen Beschaffenheit (als einzigartiges Beispiel für postglazialen Vulkanismus in der Eifel), aus naturgeschichtlichen Gründen, als Lebensraum seltener in ihrem Bestand bedrohter Pflanzen- und Vogelarten sowie wegen seiner besonderen landschaftlichen Schönheit und Eigenart.
Siehe auch: Liste der Naturschutzgebiete im Landkreis Ahrweiler

## Fauna
Der Laacher See ist ein oligotropher (nährstoffarmer) See, der trotz der Kohlenstoffdioxid-Emissionen bis in große Tiefen sauerstoffreich und sehr klar ist. Der See wird befischt und mit Jungfischen besetzt, besonders die von Mönchen im 19. Jh. eingesetzten Felchen spielen eine wirtschaftliche Rolle. Zum einen waren dies Felchen des Madüesees in Pommern, zum anderen aus dem Bodensee stammende Sandfelchen (in Thienemaun als Silberfelchen und Coregonus fera bezeichnet, heute Coregonus arenicolus), wobei laut Thienemaun von dem verwendeten Laich aus dem Madüesee mindestens der größte Teil abstarb. Die Felchen haben sich im See so entwickelt, dass sie sich von denen im Bodensee unterscheiden.
Weiterhin gibt es Hechte, Karpfen, Schleien und Barsche.

### Muschelkrebse
Die im Wasser des Sees lebenden Muschelkrebse (Ostrakoden) sowie die in den Seesedimenten überlieferten fossilen Schalen dieser Kleinkrebse wurden eingehend untersucht. Es wurden Cytherissa lacustris, Darwinula stevensoni, Candona candida, Candona lindneri lindneri, Candona marchica, Candona fabaeformis, Candonopsis kingsleii, Cyclocypris ovum, Cypriaophtalmica, Notodromas monacha, Cypris pubera, Cypridopsis vidua vidua, Cypricercusobliquus und Herpetocypris reptans lebend gefangen.

## Wirtschaft und Tourismus
Der Laacher See gehört zu den Besitztümern der nahe gelegenen Benediktiner-Abtei Maria Laach, ebenso wie die umliegenden Ländereien, ein Fischereibetrieb und das Seehotel Maria Laach. Er wird als Naherholungsgebiet zum Schwimmen, Segeln, Wandern und Campen genutzt. Der Segelclub „Laacher See“ Mayen (SCLM) und der Surf-Club Laacher See e. V. benutzen den See selbst, die Laufgemeinschaft Laacher See dessen Ufer und nähere Umgebung als Revier. Am See liegen auch der Campingplatz „Laacher See“ und ein Minigolfplatz. In der Nähe der Abtei befand sich auch das Laacher Zentrum für Naturkunde und Mikroskopie, das sich mit der Naturgeschichte des Laacher Sees und seiner Umgebung befasste (seit 2014 dauerhaft geschlossen). Außerdem befindet sich an der Straße Richtung Mendig das Naturfreundehaus Laacherseehaus. Einen kostenlosen öffentlichen Zugang zum See gibt es nicht.
In Mendig befindet sich das Deutsche Vulkanmuseum Lava-Dome. Es ist die zentrale Attraktion des Vulkanparks, der sich mit seinen über zwanzig Sehenswürdigkeiten über die gesamte Osteifel erstreckt. Der Laacher See gehört auch zum Nationalen Geopark Laacher See.

## Jesuitenkolleg
Im Januar 1863 erwarb die Societas Jesu das Klostergut und entfaltete eine rege Bautätigkeit am Laacher See für das neue Collegium maximum auf deutschem Boden, bis das preußische Jesuitengesetz im Juli 1872 dem ein Ende setzte. Am Ostufer des Sees wurde noch 1870/71 ein großes, 80 m langes und 10 m breites, zweieinhalbgeschossiges Gebäude im neoklassizistischen Stil errichtet als Erholungsheim für rund hundert jesuitische Studenten. In dem Jahr seiner Nutzung kam es zu mehreren nächtlichen Todesfällen, die mit freigesetztem Kohlendioxidgas vulkanischen Ursprungs in Verbindung gebracht werden. Nach Weggang der Jesuiten wurde das Gebäude ab 1892 auch von den Benediktinern nicht mehr genutzt und verfiel. Letzte Mauerreste wurden 1921 abgebrochen und die Steine über den zugefrorenen See zum Kloster transportiert, wo sie dem Bau von Wirtschaftsgebäuden der Abtei Maria Laach dienten.

## Flugzeugwrack
Auf dem Seegrund im Westteil befindet sich seit dem 29. August 1942 das Flugzeugwrack eines britischen viermotorigen Halifax-Bombers aus dem Zweiten Weltkrieg in Ufernähe. In den ersten Nachkriegsjahren war es noch zu sehen, bevor es tiefer rutschte. Die Abtei ließ am 27. April 2007 verlauten, dass bis auf weiteres wegen Explosionsgefahr etwaiger Bomben mit Langzeitzündern seitens der Verbandsgemeinde Brohltal, Niederzissen, mit Verfügung vom 30. März 2007 keine Genehmigung für Tauchen, Bootsverkehr, Schwimmen sowie Hobbyangeln für dieses Gebiet erteilt wird. Vom 2. bis 20. Juni 2008 fand unter Führung der Tauchergruppe des Kampfmittelräumdienstes Rheinland-Pfalz eine Tauchaktion statt, um etwaige Gefahren zu erkunden. Dabei wurden einzelne Bruchstücke der Maschine geborgen, das Wrack selbst oder Bomben jedoch nicht gefunden. Die Tauchgänge fanden unter sehr schwierigen Sichtverhältnissen statt (Dunkelheit, Schwebstoffe). Daher bleibt es unklar, ob sich Bomben im Flugzeugwrack oder in dessen Umgebung befinden. Nicht auszuschließen ist, dass sich noch Reste von Hydrauliköl und Treibstoff im Wrack befinden (Augenzeugenberichten zufolge stürzte die Maschine brennend in den See).

## Die Sage vom versunkenen Schloss
Alte Sagen erzählen von einem Schloss, das auf einer Insel des Laacher Sees gestanden haben soll. Darin habe ein Graf gehaust, der seine Untergebenen tyrannisch behandelte. Eines Tages versank die Insel samt Schloss und dem boshaften Grafen nach einem apokalyptischen Unwetter im See. Die Sage inspirierte Friedrich Schlegel zu seinem Gedicht Das versunkne Schloß.